# Список кандидатів у президенти США
Президент США (англ. President of the United States) є главою держави й уряду Сполучених Штатів, а також Верховним головнокомандувачем Збройних сил. Він обирається раз на чотири роки Колегією виборщиків. Якщо жоден кандидат не набирає абсолютної більшості голосів виборщиків, то згідно з Дванадцятою поправкою президента обирає Палата представників. В історії США був лише один такий випадок — 1824 року. Кандидат в президенти США балотується разом із своїм віцепрезидентом починаючи з 1804 року, причому обидва мають бути мешканцями різних штатів. До цього віцепрезидента обирали окремо від президента. У разі смерті або відставки президента його повинен замінити віцепрезидент. Обов'язковою вимогою до кандидатів у президенти є вік понад 35 років і громадянство США від народження.

## 1789-1800
З 1789 до 1800 року вибори проводилися відповідно до оригінального тексту Конституції США.
| Рік  | Президент                                  | Віцепрезидент                              | Програвші |
| ---- | ------------------------------------------ | ------------------------------------------ | --- |
| 1789 | Джордж Вашингтон (безпартійний)            | Джон Адамс (безпартійний)                  | Федералісти: Джон Рутледж, Джон Хенкок, Семюель Хантінгтон, Бенджамін Лінкольн, Джон Джей Безпартійний: Джордж Клінтон                           |
| 1792 | Джордж Вашингтон (безпартійний)            | Джон Адамс (безпартійний)                  | Демократи-республіканці: Томас Джефферсон, Аарон Бурр Безпартійний: Джордж Клінтон                                                               |
| 1796 | Джон Адамс (федераліст)                    | Томас Джефферсон (демократ-республіканець) | Федералісти: Олівер Елсворт, Джон Джей, Джеймс Ірделл, Семюель Джонстон, Чарльз Котсворт Пінкні Демократи-республіканці: Аарон Бурр, Томас Пікні |
| 1800 | Томас Джефферсон (демократ-республіканець) | Аарон Берр (демократ-республіканець)       | Федералісти: Джон Адамс, Чарльз Котсворт Пінкні, Джон Джей                                                                                       |

## 1804-1852
Починаючи із 1804 року вибори проводились відповідно до Дванадцятої поправки до Конституції США.
| Рік  | Переможці (президент та віцепрезидент)                                                                                       | Програвші                                                                         |
| ---- | --- | --------------------------------------------------------------------------------- |
| 1804 | Томас Джефферсон (демократ-республіканець)(Вірджинія) - Джордж Клінтон (демократ-республіканець)(Нью-Йорк)                   | Чарльз Котсворт Пінкні (федераліст)                                               |
| 1808 | Джеймс Медісон (демократ-республіканець)(Вірджинія) - Джордж Клінтон (демократ-республіканець)(Нью-Йорк)                     | Чарльз Котсворт Пінкні (федераліст), Джордж Клінтон (демократ-республіканець)     |
| 1812 | Джеймс Медісон (демократ-республіканець)(Вірджинія) - Елбридж Геррі (демократ-республіканець)(Массачусетс)                   | Дьюітт Клінтон (федераліст)                                                       |
| 1816 | Джеймс Монро (демократ-республіканець)(Вірджинія) - Деніел Томпкінс (демократ-республіканець)(Нью-Йорк)                      | Руфус Кінг (федераліст)                                                           |
| 1820 | Джеймс Монро (демократ-республіканець)(Вірджинія) - Деніел Томпкінс (демократ-республіканець)(Нью-Йорк)                      | Джон Квінсі Адамс (демократ-республіканець)                                       |
| 1824 | Джон Квінсі Адамс (демократ-республіканець)(Массачусетс) - Джон Колдвелл Келхун (демократ-республіканець)(Південна Кароліна) | Демократи-республіканці: Ендрю Джексон, Вільям Кроуфорд, Генрі Клей               |
| 1828 | Ендрю Джексон (демократ)(Теннессі) - Джон Колдвелл Келхун (нуліфікатор)(Південна Кароліна)                                   | Джон Квінсі Адамс (національний республіканець)                                   |
| 1832 | Ендрю Джексон (демократ)(Теннессі) - Мартін ван Бюрен (демократ)(Нью-Йорк)                                                   | Національні республіканці: Генрі Клей, Джон Флойд Антимасон: Вільям Вірт          |
| 1836 | Мартін ван Бюрен (демократ)(Нью-Йорк) - Річард Ментор Джонсон (демократ)(Кентуккі)                                           | Віги: Вільям Генрі Гаррісон, Г'ю Лоусон Вайт, Деніел Вебстер, Віллі Персон Магнум |
| 1840 | Вільям Генрі Гаррісон (віг)(Огайо) - Джон Тайлер (віг)(Вірджинія)                                                            | Мартін ван Бюрен (демократ)                                                       |
| 1844 | Джеймс Нокс Полк (демократ)(Теннессі) - Джордж Даллас (демократ)(Пенсільванія)                                               | Партія свободи: Джеймс Бірні, Амос Еллмейкер Віг: Генрі Клей                      |
| 1848 | Закарі Тейлор (віг)(Кентуккі) - Міллард Філлмор (віг)(Нью-Йорк)                                                              | Л'юїс Кесс (демократ), Мартін ван Бюрен (партія вільної землі)                    |
| 1852 | Франклін Пірс (демократ)(Нью-Гемпшир) - Вільям Руфус Кінг (демократ)(Алабама)                                                | Вінфілд Скотт (віг), Джон Хейл (партія вільної землі)                             |

## з 1852
Починаючи із 1852 року основна боротьба за посаду президента відбувалася між демократичною та республіканською партіями. Переможців виділено жирним шрифтом.
| Рік  | Демократична партія                                                 | Республіканська партія                                                           |
| ---- | ------------------------------------------------------------------- | -------------------------------------------------------------------------------- |
| 1856 | Джеймс Б'юкенен (Пенсільванія) – Джон Кебелл Брекінрідж (Кентуккі)  | Джон Фремонт (Каліфорнія) – Вільям Дейтон (Нью-Джерсі)                           |
| 1860 | Стівен Дуглас (Іллінойс) – Хершель Веспасіан Джонсон (Джорджія)     | Авраам Лінкольн (Іллінойс) – Ганнібал Гемлін (Мен)                               |
| 1864 | Джордж Макклеллан (Нью-Джерсі) – Джордж Хант Пендлтон (Огайо)       | Авраам Лінкольн (Іллінойс) – Ендрю Джонсон (Теннессі)                            |
| 1868 | Гораціо Сеймур (Нью-Йорк) – Френсіс Престон Блер молодший (Міссурі) | Улісс Грант (Іллінойс) – Шайлер Колфакс (Індіана)                                |
| 1872 | Горас Ґрілі (Нью-Йорк) – Бенджамін Гратц Браун (Міссурі)            | Улісс Грант (Іллінойс) – Генрі Вілсон (Массачусетс)                              |
| 1876 | Семюел Тілден (Нью-Йорк) – Томас Гендрікс (Індіана)                 | Резерфорд Хейз (Огайо) – Вільям Елмон Вілер (Нью-Йорк)                           |
| 1880 | Вінфілд Скотт Генкок (Пенсільванія) – Вільям Інгліш (Індіана)       | Джеймс Гарфілд (Огайо) – Честер Артур (Нью-Йорк)                                 |
| 1884 | Гровер Клівленд (Нью-Йорк) – Томас Гендрікс (Індіана)               | Джеймс Гіллеспі Блейн (Мен) – Джон Логан (Іллінойс)                              |
| 1888 | Гровер Клівленд (Нью-Йорк) – Аллен Турман (Огайо)                   | Бенджамін Гаррісон (Індіана) – Леві Мортон (Нью-Йорк)                            |
| 1892 | Гровер Клівленд (Нью-Йорк) – Едлай Юінґ Стівенсон (Іллінойс)        | Бенджамін Гаррісон (Індіана) – Вайтло Райд (Нью-Йорк)                            |
| 1896 | Вільям Дженнінгс Браян (Небраска) – Артур Сьюелл (Мен)              | Вільям Мак-Кінлі (Огайо) – Гаррет Гобарт (Нью-Джерсі)                            |
| 1900 | Вільям Дженнінгс Браян (Небраска) – Едлай Юінґ Стівенсон (Іллінойс) | Вільям Мак-Кінлі (Огайо) – Теодор Рузвельт (Нью-Йорк)                            |
| 1904 | Елтон Паркер ((Нью-Йорк) – Генрі Девіс (Західна Вірджинія)          | Теодор Рузвельт (Нью-Йорк) – Чарлз Фербенкс (Індіана)                            |
| 1908 | Вільям Дженнінгс Браян (Небраска) – Джон Керн (Індіана)             | Вільям Говард Тафт (Огайо) – Джеймс Шерман (Нью-Йорк)                            |
| 1912 | Вудро Вільсон (Нью-Джерсі) – Томас Маршалл (Індіана)                | Вільям Говард Тафт (Огайо) – Джеймс Шерман (Нью-Йорк))/Ніколас Батлер (Нью-Йорк) |
| 1916 | Вудро Вільсон (Нью-Джерсі) – Томас Маршалл (Індіана)                | Чарльз Еванс Г'юз (Нью-Йорк) – Чарлз Фербенкс (Індіана)                          |
| 1920 | Джеймс Кокс (Огайо) – Франклін Делано Рузвельт (Нью-Йорк)           | Воррен Гардінг (Огайо) – Калвін Кулідж (Массачусетс)                             |
| 1924 | Джон Девіс (Західна Вірджинія) – Чарльз Браян (Небраска)            | Калвін Кулідж (Массачусетс) – Чарлз Дауес (Іллінойс)                             |
| 1928 | Ел Сміт (Нью-Йорк) – Джозеф Робінсон (Арканзас)                     | Герберт Гувер (Каліфорнія) – Чарлз Кертіс (Канзас)                               |
| 1932 | Франклін Делано Рузвельт (Нью-Йорк) – Джон Гарнер (Техас)           | Герберт Гувер (Каліфорнія) – Чарлз Кертіс (Канзас)                               |
| 1936 | Франклін Делано Рузвельт (Нью-Йорк) – Джон Гарнер (Техас)           | Альф Лендон (Канзас) – Френк Нокс (Іллінойс)                                     |
| 1940 | Франклін Делано Рузвельт (Нью-Йорк) – Генрі Воллес (Айова)          | Венделл Вілкі (Індіана) – Чарльз Макнері (Орегон)                                |
| 1944 | Франклін Делано Рузвельт (Нью-Йорк) – Гаррі Трумен (Міссурі)        | Томас Едмунд Дьюї (Нью-Йорк) – Джон Брікер (Огайо)                               |
| 1948 | Гаррі Трумен (Міссурі) – Олбен Барклі (Кентуккі)                    | Томас Едмунд Дьюї (Нью-Йорк) – Ерл Воррен (Каліфорнія)                           |
| 1952 | Едлай Евінг Стівенсон II (Іллінойс) – Джон Спаркман (Алабама)       | Дуайт Ейзенхауер (Нью-Йорк) – Річард Ніксон (Каліфорнія)                         |
| 1956 | Едлай Евінг Стівенсон II (Іллінойс) – Естіс Кіфовер (Теннессі)      | Дуайт Ейзенхауер (Нью-Йорк) – Річард Ніксон (Каліфорнія)                         |
| 1960 | Джон Фіцджеральд Кеннеді (Массачусетс) – Ліндон Джонсон (Техас)     | Річард Ніксон (Каліфорнія) – Генрі Кебот Лодж молодший (Массачусетс)             |
| 1964 | Ліндон Джонсон (Техас) – Г'юберт Гамфрі (Міннесота)                 | Баррі Голдвотер (Аризона) – Вільям Міллер (Нью-Йорк)                             |
| 1968 | Г'юберт Гамфрі (Міннесота) – Едмунд Маскі (Мен)                     | Річард Ніксон (Каліфорнія) – Спіро Агню (Меріленд)                               |
| 1972 | Джордж Макговерн (Південна Дакота) – Сарджент Шрайвер (Меріленд)    | Річард Ніксон (Каліфорнія) – Спіро Агню (Меріленд)                               |
| 1976 | Джиммі Картер (Джорджія) – Волтер Мондейл (Міннесота)               | Джеральд Форд (Мічиган) – Боб Доул (Канзас)                                      |
| 1980 | Джиммі Картер (Джорджія) – Волтер Мондейл (Міннесота)               | Рональд Рейган (Каліфорнія) – Джордж Герберт Вокер Буш (Техас)                   |
| 1984 | Волтер Мондейл (Міннесота) – Джеральдін Ферраро (Нью-Йорк)          | Рональд Рейган (Каліфорнія) – Джордж Герберт Вокер Буш (Техас)                   |
| 1988 | Майкл Дукакіс (Массачусетс) – Ллойд Бентсен (Техас)                 | Джордж Герберт Вокер Буш (Техас) – Ден Квейл (Індіана)                           |
| 1992 | Білл Клінтон (Арканзас) – Альберт Ґор (Теннессі)                    | Джордж Герберт Вокер Буш (Техас) – Ден Квейл (Індіана)                           |
| 1996 | Білл Клінтон (Арканзас) – Альберт Ґор (Теннессі)                    | Боб Доул (Канзас) – Джек Кемп (Нью-Йорк)                                         |
| 2000 | Альберт Ґор (Теннессі) – Джо Ліберман (Коннектикут)                 | Джордж Вокер Буш (Техас) – Дік Чейні (Вайомінг)                                  |
| 2004 | Джон Керрі (Массачусетс) – Джон Едвардс (Північна Кароліна)         | Джордж Вокер Буш (Техас) – Дік Чейні (Вайомінг)                                  |
| 2008 | Барак Обама (Іллінойс) – Джо Байден (Делавер)                       | Джон Маккейн (Аризона) – Сара Пейлін (Аляска)                                    |
| 2012 | Барак Обама (Іллінойс) – Джо Байден (Делавер)                       | Мітт Ромні (Массачусетс) – Пол Раян (Вісконсин)                                  |
| 2016 | Гілларі Клінтон (Нью-Йорк) – Тім Кейн (Вірджинія)                   | Дональд Трамп (Нью-Йорк) – Майк Пенс (Індіана)                                   |
| 2020 | Джо Байден (Делавер) – Камала Гарріс (Каліфорнія)                   | Дональд Трамп (Флорида) – Майк Пенс (Індіана)                                    |

1. ↑  Кандидат у віцепрезиденти Джеймс Шерман помер 30 жовтня 1912, всього за декілька днів до виборів. Його ім'я так і залишилося в виборчому бюлетені, але голоси за нього вже зараховувались на користь нового кандидата у віцепрезиденти Ніколаса Батлера.